# رسم معرفي

مثال على الرسم التخطيطي المفاهيمي

الرسم البياني المعرفي (بالإنجليزية: Knowledge Graph)‏ هو نوع من قواعد البيانات يُستخدم لتمثيل المعرفة وتنظيمها من خلال نموذج بيانات يعتمد على بنية الرسوم البيانية. يُستخدم هذا النوع من الرسوم البيانية لتخزين أوصاف مترابطة للكيانات، مثل الأشياء، أو الأحداث، أو الحالات، أو المفاهيم المجردة، بالإضافة إلى ترميز العلاقات والدلالات المرتبطة بها.
ظهر مفهوم الرسم البياني المعرفي مع تطوّر شبكة الويب الدلالية، وأصبح وثيق الصلة بمشروعات البيانات المفتوحة المرتبطة، حيث يُركز على توثيق الروابط بين المفاهيم والكيانات. كما يُستخدم على نطاق واسع من قِبل محركات البحث مثل جوجل وبينغ وياهو، ومحركات المعرفة وخدمات الإجابة عن الأسئلة مثل ولفرام ألفا، سيري من أبل، وأليكسا من أمازون، بالإضافة إلى شبكات التواصل الاجتماعي مثل لينكد إن وفيسبوك.
أدت التطورات الأخيرة في علم البيانات وتعلّم الآلة، وخاصة في مجالي الشبكات العصبية الرسومية وتعلّم التمثيلات إلى توسيع نطاق استخدام الرسوم البيانية المعرفية إلى ما هو أبعد من استخدامها التقليدي في محركات البحث وأنظمة التوصية. فهي تُستخدم بشكل متزايد في الأبحاث العلمية، مع تطبيقات بارزة في مجالات مثل علم الجينوم، والبروتيوميات، وعلم أحياء النظم.

## تاريخ
استُخدم مصطلح الرسم البياني المعرفي لأول مرة في عام 1972 على يد اللغوي النمساوي إدغار دبليو. شنايدر، وذلك في سياق مناقشة حول كيفية بناء أنظمة تعليمية معيارية للمقررات الدراسية. وفي أواخر الثمانينيات، أطلقت جامعة خرونينغن وجامعة تفنته مشروعًا مشتركًا بعنوان الرسوم البيانية المعرفية، ركّز على تصميم شبكات دلالية تكون الحواف فيها مقيدة بمجموعة محدودة من العلاقات، بهدف تسهيل تنفيذ العمليات الجبرية على الرسم البياني. ومع تطوّر هذا المجال، أصبح الفارق بين الشبكات الدلالية والرسوم البيانية المعرفية أقل وضوحًا، نتيجة التقاطع المتزايد في المفاهيم والبنى المستخدمة في كل منهما.
ظهرت بعض الرسوم البيانية المعرفية المبكرة ضمن تطبيقات موجّهة لمجالات محددة. ففي عام 1985، أُطلق مشروع وردنت بهدف توثيق العلاقات الدلالية بين الكلمات ومعانيها، ما مثّل تطبيقًا عمليًا لمفهوم الرسم البياني المعرفي في مجال اللغة الطبيعية. وفي عام 1998، طوّر أندرو إدموندز نظامًا يُعرف باسم ثينك بيس، قدّم آلية للاستدلال القائم على المنطق الضبابي ضمن بنية رسومية. وفي عام 2005، أسس مارك فيرك مشروع جيونيمز، الذي يركّز على توثيق العلاقات بين الأسماء الجغرافية المختلفة والمواقع والكيانات المرتبطة بها.
في عام 2007، تأسس مشروعا دي بيبيديا وفريبيس كمستودعين معرفيين يعتمدان على الرسوم البيانية، ويهدفان إلى جمع المعرفة العامة وتنظيمها. ركّز مشروع ديبيِديا على استخراج البيانات من موسوعة ويكيبيديا بشكل حصري، في حين شمل مشروع فريبيِس مجموعة أوسع من مجموعات البيانات العامة. وعلى الرغم من أن أياً من المشروعين لم يصف نفسه بأنه رسم بياني معرفي، فقد طوّرا مفاهيم وبيانات ترتبط ارتباطًا وثيقًا بهذا المفهوم.
كشفت شركة جوجل عن الرسم البياني المعرفي، وهو الاسم الذي أطلقته على نظام جديد لتنظيم المعرفة. مستندة في بنائه إلى بيانات من مشاريع معرفية مفتوحة مثل ديبيِديا وفريبيِس، إلى جانب مصادر أخرى. وفي مراحل لاحقة،  دمجت جوجل محتوىً باستخدام تنسيقات مثل تأشير موارد الوثائق، والبيانات المصغّرة، وبيانات جافا سكريبت المنسّقة للبيانات المترابطة، مُستخرجة من صفحات الويب المفهرسة، بما في ذلك كتاب حقائق العالم الصادر عن وكالة المخابرات المركزية الأمريكية، وويكي بيانات، وموسوعة ويكيبيديا. وقد جرى تنظيم أنواع الكيانات والعلاقات في هذا الرسم البياني باستخدام المفردات التي يوفرها موقع سكيما.أورج. مثّل الرسم البياني المعرفي لجوجل إضافة فعّالة إلى تقنيات البحث النصي التقليدية، وأسهمت شهرته على الإنترنت في انتشار مصطلح الرسم البياني المعرفي على نطاق واسع.
ومنذ ذلك الحين، بدأت العديد من الشركات متعددة الجنسيات بالإعلان عن استخدامها للرسوم البيانية المعرفية، مما ساهم في زيادة شيوع هذا المصطلح. ومن بين هذه الشركات: فيسبوك، ولينكدإن، وإير بي إن بي، ومايكروسوفت، وأمازون، وأوبر، وإيباي.
وفي عام 2019، قام معهد مهندسي الكهرباء والإلكترونيات بدمج مؤتمريه الدوليين السنويين للمعرفة الكبيرة وتنقيب البيانات والحوسبة الذكية، في مؤتمر واحد بعنوان المؤتمر الدولي حول الرسوم البيانية المعرفية.